# Manfred Schumann (Bobfahrer)
Manfred Schumann (* 7. Februar 1951 in Hannover) ist ein ehemaliger deutscher Leichtathlet und Bobfahrer. Er war der erste Athlet, der beide Sportarten von 1973 bis 1979 parallel betrieb, und gehört zu den wenigen deutschen Sportlern, die sowohl an Olympischen Sommerspielen als auch an Olympischen Winterspielen teilnahmen. Im Bobsport gewann er zwei olympische Medaillen und einen Weltmeistertitel und wurde mehrfacher deutscher Meister.
Manfred Schumann begann mit der Leichtathletik beim TuS Wunstorf und wurde für den Verein Deutscher Jugendmeister 1967 und 1968, er startete 1971 und 1972 für Bayer 04 Leverkusen, war von 1973 bis 1977 beim USC Mainz und kehrte dann in seine Heimatstadt Wunstorf zurück. Als Bobsportler trat er für den SV Ohlstadt an. Bei einer Körpergröße von 1,86 m betrug sein Wettkampfgewicht 86 kg.

## Leichtathletik
Schumann gewann bei den Junioreneuropameisterschaften 1970 eine Bronzemedaille in der 4-mal-100-Meter-Staffel, in der Schumann der Startläufer war und Franz-Peter Hofmeister der Schlussläufer. 1971 trat er bei den Europameisterschaften in Helsinki im 110-Meter-Hürdenlauf an und gelangte bis in den Zwischenlauf. Bei den Leichtathletik-Halleneuropameisterschaften 1972 in Grenoble belegte er über 50 Meter Hürden den zweiten Platz hinter dem Franzosen Guy Drut. In München bei den Olympischen Sommerspielen 1972 schied Schumann bereits im Vorlauf aus. Bei den Halleneuropameisterschaften 1977 in San Sebastián belegte Schumann noch einmal den fünften Platz im Hürdenlauf. Manfred Schumann erhielt für seine sportlichen Erfolge 1974 und 1976 die Auszeichnung Silbernes Lorbeerblatt. 

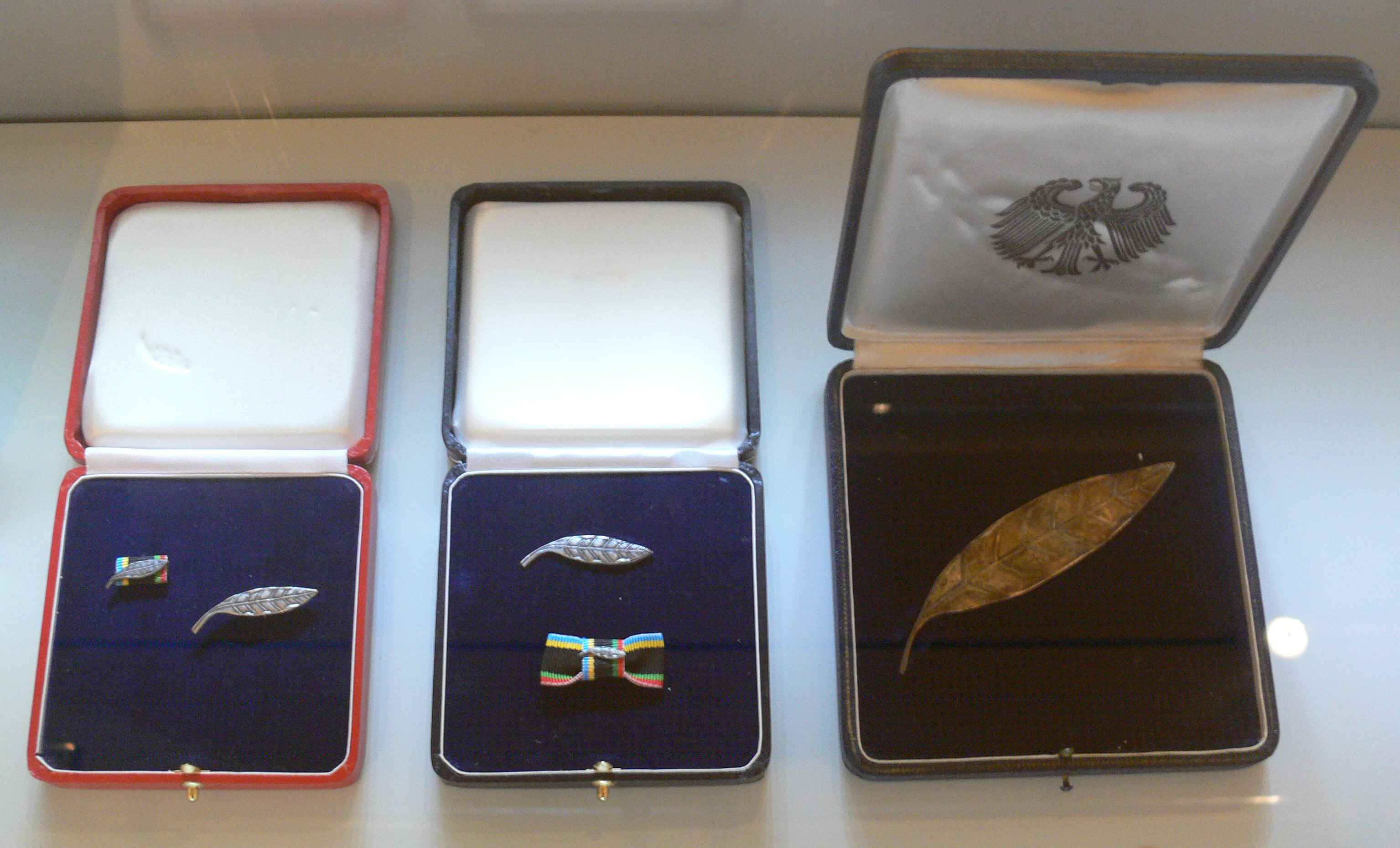
Silbernes Lorbeerblatt

Nachdem er bereits 1970 Dritter bei den Deutschen Meisterschaften im 110-Meter-Hürdenlauf geworden war, gewann Schumann 1971 und 1974 den Titel, 1972 belegte er noch einmal den dritten Platz. In der Halle wurde Schumann viermal Deutscher Meister über die Hürden, nämlich von 1972 bis 1974 und dann noch einmal 1977. 1972 und 1973 war Schumann außerdem Vizemeister im Hallensprint. Während seiner sportlichen Karriere hatte Schumann vier Achillessehnenabrisse (1975 zweimal, 1977 und 1979), die ihn jedes Mal in seinen Vorbereitungen weit zurückwarfen. Mit dem vierten Achillessehnenabriss beendete er offiziell 1979 seine Karriere als Sportler. Er trat vertretungsweise aber nochmal auf die Laufbahn, um seinem Verein MTV Herrenhausen bei den Landesmeisterschaften im Mehrkampf 1982 in Hannover zu unterstützen. Nach einem guten ersten Tag wurde Schumann, trotz schwacher Leistung im 1500-Meter-Lauf, Landesmeister des Landes Niedersachsen im Zehnkampf. Seine Bestzeiten betragen über 100 Meter 10,2 s und über 110 Meter Hürden 13,6 s.

## Bobsport
Anfang der 1970er Jahre versuchten einige Bobnationen Leichtathleten für den Bobsport zu gewinnen, in der Bundesrepublik Deutschland gehörte Manfred Schumann zu den Pionieren.
1974 gewann er bei der Bob-Weltmeisterschaft den Titel im Viererbob zusammen mit dem Piloten Wolfgang Zimmerer, Peter Utzschneider und Albert Wurzer. Bei der Bobeuropameisterschaft 1976 in St. Moritz siegten zwei Bobs aus der Bundesrepublik. Den Titel gewann Stefan Gaisreiter vor Wolfgang Zimmerer, Peter Utzschneider, Bodo Bittner und Manfred Schumann, Bronze ging an Erich Schärer aus der Schweiz. Bei den Olympischen Winterspielen 1976 gewann Manfred Schumann als Anschieber von Wolfgang Zimmerer Silber im Zweierbob hinter Meinhard Nehmer und Bernhard Germeshausen. Im Viererbob gewannen Zimmerer, Utzschneider, Bittner und Schumann Bronze hinter dem von Meinhard Nehmer gesteuerten DDR-Bob und hinter Erich Schärer.
Bei der Bob-Weltmeisterschaft 1977 gewann Schumann als Anschieber von Stefan Gaisreiter Bronze hinter den Schweizer Bobs von Hans Hiltebrand und Fritz Lüdi. 1979 gewann er zusammen mit Gaisreiter Silber hinter Erich Schärer und Josef Benz, wobei sich Schumann im dritten Lauf verletzte und im vierten Lauf nicht mehr starten konnte, für ihn sprang Fritz Ohlwärter ein.
Schumann war 1974 und 1977 Deutscher Meister im Zweierbob, 1978 und 1979 im Viererbob.

## Boxsport
Der niedersächsische Boxsportverband wählte ihn 2018 zum Präsidenten. Seine Aufgaben für die kommenden Jahre waren das Ziel, den Boxsport zu fördern und zum Schulsport zu machen. 

## Persönliche Bestzeiten
- 100 m: 10,46 s, 10. Juli 1971, Stuttgart (handgestoppt: 10,2 s, 12. Juni 1971, Bonn)
- 50 m Hürden (Halle): 6,58 s, 12. März 1972, Grenoble
- 60 m Hürden (Halle): 7,69 s, 26. Februar 1972, Stuttgart
- 110 m Hürden: 13,97 s, 1. Juli 1978, Dortmund (handgestoppt: 13,6 s, 21. Mai 1972, Bonn)